# Diocesi di Case Nere
La diocesi di Case Nere (in latino Dioecesis Casanigrensis) è una sede soppressa e sede titolare della Chiesa cattolica.

## Storia
Case Nere, identificabile con l'oasi di Negrine nell'odierna Algeria, è un'antica sede episcopale della provincia romana di Numidia.
Case Nere è conosciuta nella storia ecclesiastica per essere stata la sede del vescovo Donato, fondatore del movimento del donatismo. Era già vescovo attorno al 311/312, perché prese parte in questo periodo all'ordinazione episcopale del primo vescovo donatista di Cartagine, Maggiorino, cui sarebbe succeduto nel 313.
Ianuariano (o Ianuario) prese parte al concilio donatista di Bagai del 24 aprile 394, durante il quale fu condannato il dissente Massimiano e i 12 vescovi che lo aveva consacrato vescovo di Cartagine in opposizione a Primiano. In qualità di primate donatista di Numidia prese parte alla conferenza di Cartagine del 411, che vide riuniti assieme i vescovi cattolici e donatisti dell'Africa romana; in questa occasione non è documentata la presenza di un vescovo cattolico di Case Negre.
Ultimo vescovo noto è Felice, il cui nome figura al 58º posto nella lista dei vescovi della Numidia convocati a Cartagine dal re vandalo Unerico nel 484; Felice, come tutti gli altri vescovi cattolici africani, fu condannato all'esilio.
Dal 1933 Case Nere è annoverata tra le sedi vescovili titolari della Chiesa cattolica; dal 14 febbraio 2019 il vescovo titolare è Wojciech Skibicki, vescovo ausiliare di Elbląg.

## Cronotassi

### Vescovi
- Donato † (prima del 311/312 - 313) (vescovo fondatore del donatismo)
- Ianuariano (o Ianuario) † (prima del 394 - dopo il 411) (vescovo donatista)

- Felice † (menzionato nel 484)

### Vescovi titolari
- Francesco Costantino Mazzieri, O.F.M.Conv. † (26 novembre 1965 - 14 dicembre 1970 dimesso)
- Michael Patrick Olatunji Fagun (28 giugno 1971 - 30 luglio 1972 nominato vescovo di Ekiti)
- Heriberto Correa Yepes, M.X.Y. † (29 gennaio 1973 - 9 settembre 2010 deceduto)
- José Carlos Chacorowski, C.M. (22 dicembre 2010 - 19 giugno 2013 nominato vescovo di Caraguatatuba)
- Robert Anthony Llanos (13 luglio 2013 - 18 dicembre 2018 nominato vescovo di Saint John's-Basseterre)
- Wojciech Skibicki, dal 14 febbraio 2019